# Istorija Sudana
Istorija Sudana obuhvata teritoriju od koje se sastoji Republika Sudan, Južni Sudan, kao i teritoriju šireg regiona poznatu pod nazivom „Sudan”. Izraz je izveden iz arap. بلاد السودان bilād as-sūdān, ili „zemlja crnaca” i može se upotrebiti slobodnije od Zapadne i Centralne Afrike u uopštem smislu, a posebno Sahela.
U starom su veku u dolini gornjeg Nila, na području između prve i šeste katarakte, tada zvanom Nubija, postojala su tri kušitska i meroetska kraljevstva. Na njih je velik uticaj izvršila civilizacija Starog Egipta s kojom su se često sukobljavali, ali i trgovali i preuzimali njene kulturne tekovine. U trećem ili četvrtom veku na područje Sudana proširilo se hrišćanstvo, ali sredinom 7. veka sa severa dolazi islam koji tokom sledećih hiljadu godina postaje dominatna vera. Važna kraljevstva srednjovekovnog Sudana bila su Makurija i Senar.
Godine 1820, Sudanom je zavladao susedni Egipat. Egipatska vlast, a posebno pokušaj ukidanja ropstva u drugoj polovini 19. veka, koji su podupirale zapadne kolonijalne sile, izazvali su veliko nezadovoljstvo Sudanaca pa je 1885. godine izbila pobuna pod vodstvom Muhameda Ahmeda - Mahdija, koja je nakon početnih velikih uspeha okrunjenih osvajanjem Kartuma 1885. godine i uspostavom države, ipak ugušena pobedom britanske vojske 1898. godine. Formalno domen Velike Britanije i Egipta, Sudan je de fakto bio pod upravom Britanaca koji su ga podelili na napredniji arapski sever i afrički jug, koji je prepušten hrišćanskim misionarima.
Godinu dana pre sticanja nezavisnosti 1956. godine, na jugu je izbio građanski rat zbog nezadovoljstva tamošnjih hrišćana hegemonijom muslimana u političkom i privrednom životu zemlje. Mirovni je sporazum postignut 1972. godine, posle 17 godina borbi, ali se rat ponovno rasplamsao 1983. godine nakon ukidanja dogovorene autonomije juga i uvođenja elemenata šerijata u sudanske zakone. Od nezavisnosti, Sudanom su uglavnom vladali vojni oficiri koji su na vlast dolazili državnim udarima. General Omar el Bašir je došao na vlast državnim udarom 1989, a pobedio na izborima 1995. godine. Omar el Bašir je bio drugi put izabran za predsednika Sudana 30. 12. 2000. godine, i obećao je da će nastaviti napore za uspostavljenje mira u zemlji u kojoj je oko dva miliona ljudi poginulo u sukobima u građanskom ratu ili umrlo od gladi. Tokom 1990-ih ovde je svoju bazu imao Osama bin Laden. Godine 2003. sukobile su se provladine paravojne jedinice Džandžavidi i nearapski islamski gerilci u istočnoj pokrajini Darfur.

## Praistorija

### Dolina Nila
Do osmog milenijuma pre nove ere, ljudi neolitske kulture su se tamo naselili u sedentarnom načinu života u utvrđenim selima od čerpića, gde su lov i ribolov na Nilu dopunjavali sakupljanjem žita i stočarstvom. Tokom petog milenijuma pre nove ere, migracije iz Sahare koja se sušila dovela su neolitske ljude u dolinu Nila zajedno sa poljoprivredom. Stanovništvo koje je rezultat ovog kulturnog i genetskog mešanja razvilo je društvenu hijerarhiju tokom narednih vekova, i postalo je Kraljevstvo Kuš (sa glavnim gradom Kerma) 1700. godine pre nove ere. Antropološka i arheološka istraživanja ukazuju na to da su tokom preddinastičkog perioda Donja Nubija i Magadan Gornji Egipat bili etnički i kulturno skoro identični, i da su na taj način istovremeno evoluirali sistemi faraonskog kraljevstva do 3300. godine pre nove ere. Zajedno sa drugim zemljama na Crvenom moru, Sudan se smatra najverovatnijom lokacijom zemlje poznatog starim Egipćanima kao Punt (ili „Ta Netjeru“, što znači „Božji plan“), čije prvo pominjanje datira iz 10. veka pre nove ere.

### Istočni Sudan
U istočnom Sudanu, Butana grupa se pojavljuje oko 4000. godine pre nove ere. Ovi ljudi su proizvodili jednostavnu ukrašenu grnčariju, živeli u okruglim kolibama i najverovatnije su bili stočari, lovci, ali i konzumirali kopnene puževe, a postoje dokazi i za poljoprivredne aktivnosti. Grupa Gaš je nastala oko 3000. godine pre nove ere i još je jedna praistorijska kultura poznata sa više mesta. Ovi ljudi su proizvodili ukrašenu grnčariju i živeli od zemljoradnje i stočarstva. Mahal Teglinos je bio važno mesto veličine oko 10 hektara. U centru su bile iskopane kuće izgrađene od cigle od blata. Pečati i otisci pečata potvrđuju viši nivo administracije. Sahranjivanje na elitnom groblju obeleženo je grubim nadgrobnim pločama. U drugom milenijumu usledila je grupa Džebel Mokram. Proizvodili su grnčariju sa jednostavnim urezanim ukrasom i živeli u jednostavnim okruglim kolibama. Ekonomska osnova je najverovatnije bilo stočarstvo.

## Literatura
- Adams, William Y. (1977). Nubia. Corridor to Africa. Princeton University. ISBN 978-0691093703.
- Edwards, David (2004). The Nubian Past: An Archaeology of the Sudan. Routledge. ISBN 978-0415369879.
- Hasan, Yusuf Fadl (1967). The Arabs and the Sudan. From the seventh to the early sixteenth century. Edinburgh University. OCLC 33206034.
- Hesse, Gerhard (2002). Die Jallaba und die Nuba Nordkordofans. Händler, Soziale Distinktion und Sudanisierung (на језику: немачки). Lit. ISBN 978-3825858902.
- Holt, P. M.; Daly, M. W. (2000). History of the Sudan: From the coming of Islam to the present Day. Pearson. ISBN 978-0582368866.
- Lajtar, Adam (2011). „Qasr Ibrim's last land sale, AD 1463 (EA 90225)”. Nubian Voices. Studies in Christian Nubian Culture.
- Loimeier, Roman (2013). Muslim Societies in Africa: A Historical Anthropology. Indiana University. ISBN 9780253007889.
- McGregor, Andrew (2011). „Palaces in the Mountains: An Introduction to the Archaeological Heritage of the Sultanate of Darfur”. Sudan&Nubia. 15: 129—141. Архивирано из оригинала 06. 08. 2019. г. Приступљено 25. 12. 2019.
- O'Fahey, R.S.; Spaulding, Jay L. (1974). Kingdoms of the Sudan. Methuen Young Books. ISBN 978-0416774504.
- O'Fahey, R. S.; Tubiana, Jérôme (2007). „Darfur. Historical and Contemporary Aspects” (PDF). Архивирано из оригинала (PDF) 28. 12. 2019. г. Приступљено 2018-08-23.
- Peacock, A.C.S. (2012). „The Ottomans and the Funj sultanate in the sixteenth and seventeenth centuries”. Bulletin of the School of Oriental and African Studies. 75 (1): 87—11. doi:10.1017/S0041977X11000838.
- Shinnie, P.L. (1978). „Christian Nubia.”.  Ур.: J.D. Fage. The Cambridge History of Africa. Volume 2. Cambridge: Cambridge University. стр. 556—588. ISBN 978-0-521-21592-3.
- Ruffini, Giovanni R. (2012). Medieval Nubia. A Social and Economic History. Oxford University.
- Spaulding, Jay (1974). „The Fate of Alodia” (PDF). Meroitic Newsletter. 15: 12—30. ISSN 1266-1635. Архивирано из оригинала 01. 08. 2019. г. Приступљено 25. 12. 2019.
- Spaulding, Jay (1985). The Heroic Age in Sennar. Red Sea. ISBN 978-1569022603.
- Vantini, Giovanni (1975). Oriental Sources concerning Nubia. Heidelberger Akademie der Wissenschaften. OCLC 174917032.
- Vantini, Giovanni (2006). „Some new light on the end of Soba”.  Ур.: Alessandro Roccati and Isabella Caneva. Acta Nubica. Proceedings of the X International Conference of Nubian Studies Rome 9–14 September 2002. Libreria Dello Stato. стр. 487—491. ISBN 978-88-240-1314-7.
- Welsby, Derek (2002). The Medieval Kingdoms of Nubia. Pagans, Christians and Muslims Along the Middle Nile. London: British Museum. ISBN 978-0714119472.
- Werner, Roland (2013). Das Christentum in Nubien. Geschichte und Gestalt einer afrikanischen Kirche (на језику: немачки). Lit. ISBN 978-3-643-12196-7.
- Abbas, Mekki.  The Sudan question: the dispute over the Anglo-Egyptian condominium, 1884–1951 (1952)
- Duncan, J.S.R. The Sudan: a record of achievement (1952), from the British perspective
- Gee, Martha Bettis (2009). Piece work/peace work : working together for peace and Sudan : mission study for children and teacher's guide. Women’s Division, General Board of Global Ministries, United Methodist Church. ISBN 978-1-933663-34-0.
- Holt, P.M., and M.W. Daly. History of the Sudan: From the Coming of Islam to the Present Day (6th es. 2011)
- Kramer, Robert S. ed.  Historical Dictionary of the Sudan (2nd ed. 2013) excerpt and text search
- Peel, Sidney (1905). „British Rule in the Sudan”. The Empire and the century. London: John Murray. стр. 800—08.
- Warburg, Gabriel. Sudan Under Wingate: Administration in the Anglo-Egyptian Sudan (1899–1916) (1971)
- Woodward, Peter. Sudan 1898–1989 the Unstable State (1990)
- Woodward, Peter, ed. Sudan After Nimeiri (2013); since 1984 excerpt and text search
- Neville Chittick: Rock engravings at Sabu, in: Kush 11: Journal of the Sudan Antiquities Service. 10, 1962, pages 328-332.
- Karl-Heinz Otto; Gisela Buschendorf-Otto: Felsbilder aus dem sudanesischen Nubien, 1993.
- David N. Edwards: Drawing on rocks, the most enduring monuments of Middle Nubia, in: Sudan & Nubia 10, 2006, pp. 55-63.
- Hans Alexander Winkler, Sir Robert Mond: Rock-Drawings of southern Upper Egypt I. Sir Robert Mond Desert Expedition Season 1936-1937 Preliminary Report, London 1938.
- Hans Alexander Winkler, Sir Robert Mond: Rock-Drawings of southern Upper Egypt II. Sir Robert Mond Desert Expedition Season 1937-1938 Preliminary Report, London 1939.
- Anthony John Arkell: History of the Sudan to 1821, 1954.
- „Ancient Nubia: C-Group–Pan Grave–Kerma 2400–1550 BC”. The Oriental Institute. Приступљено 1. 7. 2016.
- Bianchi, Robert Steven (2004). Daily Life of the Nubians (на језику: енглески). Greenwood Publishing Group. стр. 33. ISBN 9780313325014.
- Shinnie (2013-10-28). Ancient Nubia (на језику: енглески). Routledge. стр. 55. ISBN 9781136164651.
- Lobban, Richard A. Jr. (2003-12-09). Historical Dictionary of Ancient and Medieval Nubia (на језику: енглески). Scarecrow Press. стр. 100. ISBN 9780810865785.
- Wharton, William M. (1960). The Sudan in pre-history and history: a handbook for students (на језику: енглески). St. Joseph's Press. стр. 24.